# بوروكسين
بوروكسين (B3H3O3 ) مركب حلقي غير متجانس مكون من ثلاث ذرات أكسجين متناوبة وثلاث ذرات بورون مهدرجة منفردة. تشكل مشتقاته ( أنهيدريدات البورونيك) مثل ثلاثي ميثيل بوروكسين وثلاثي فينيل بوروكسين أيضًا فئة أوسع من المركبات التي تسمى البوروكسينات. هذه المركبات عبارة عن مواد صلبة تكون عادة في حالة توازن مع أحماض البورون الخاصة بها في درجة حرارة الغرفة. إلى جانب استخدامه في الدراسات النظرية، ويستخدم البوروكسين في المقام الأول في البصريات.